# Номерні знаки Афганістану
Код Афганістану для міжнародного руху  ТЗ — (AFG).

## Серії 2004 року

Приватний ТЗ.

Видачу сучасних номерних знаків Афганістану розпочато в 2004 році. Ці номерні знаки мають розміри 390х160мм та вирізняються застосуванням дублювання європейськими цифрами та латинськими літерами англійським шрифтом типу "Mandatory". В лівому боці пластини розташовано код регіону, в правому - код типу транспортного засобу. В залежності від призначення на різних номерних знаках застосовуються різні кольорові гами.
| Регіон             | Код | Місцева назва |
| ------------------ | --- | ------------- |
| Кабул              | KBL | كابل          |
| Балх               | BLH | بلخ           |
| Газні              | GZI | غزنى          |
| Кандагар           | KDR | کندھار        |
| Кундуз (провінція) | KNZ | كندوز         |
| Герат              | HRT | هرات          |
| Хост               | KST | خوست          |
| Нангархар          | NGR | ننگرهر        |

## Серії 1979 року

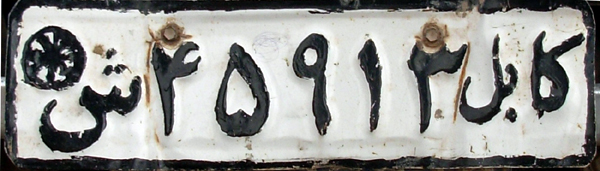
Ш 45913 Кабул

До 2004 року номерні знаки Афганістану не містили європейського дублювання і виконувалися лише арабськими літерами і цифрами.